# Francis Patrick Carroll (Bischof, 1930)
Francis Patrick Carroll (* 9. September 1930 in Ganmain; † 14. März 2024 in Wagga Wagga) war römisch-katholischer Erzbischof von Canberra-Goulburn sowie Präsident der Australischen Katholischen Bischofskonferenz.

## Leben
Francis Patrick Carroll, zweites von sieben Kindern, besuchte die Devlin Subsidised School und die St. Brendan’s Presentation Sisters’ School in Ganmain, bevor er nach Sydney umzog und seine Schulausbildung bei den La-Salle-Brüdern in Marrickville beendete. Nach seiner theologischen Ausbildung am St. Columba’s Columba’s Seminary in Springwood und am St. Patrick’s Seminary in Manly empfing er am 27. Juli 1954 die Priesterweihe durch den Bischof von Wagga Wagga, Francis Augustin Henschke.
Nach seiner Priesterweihe war Carroll von 1955 bis 1959 zunächst Assistenzpfarrer in Griffith. In dieser Zeit konzentrierten sich seine Aufgaben auf das katholische Bildungswesen und führten zu seiner Ernennung zum stellvertretenden Inspektor der katholischen Diözesanschulen im Bistum Wagga Wagga. Im Jahr 1959 wurde er zum Hilfspriester von Albury ernannt. Ab 1961 absolvierte er ein Aufbaustudium, das er 1964 an der Päpstlichen Universität Urbaniana in Rom mit einem Doktortitel in Kirchenrecht abschloss. 1965 wurde er Privatsekretär von Bischof Henschke und Kanzler des Bistums Wagga Wagga sowie Inspektor für Schulen. Er nahm am Zweiten Vatikanischen Konzil teil.
Papst Paul VI. ernannte ihn am 12. Juni 1967 zum Koadjutorbischof von Wagga Wagga und Titularbischof von Tasaccora. Bischof Francis Augustin Henschke spendete ihm am 5. September desselben Jahres die Bischofsweihe; Mitkonsekratoren waren Francis Roberts Rush, Bischof von Rockhampton, und Douglas Joseph Warren, Weihbischof in Wilcannia-Forbes. Mit dem Tod Francis Augustin Henschkes am 24. Februar 1968 folgte er diesem als Bischof von Wagga Wagga nach.
Am 25. Juni 1983 wurde er von Papst Johannes Paul II. zum Erzbischof von Canberra-Goulburn ernannt. Am 19. Juni 2006 nahm Papst Benedikt XVI. sein aus Altersgründen vorgebrachtes Rücktrittsgesuch an. Carroll kehrte nach Wagga Wagga zurück, wo er zuletzt im Loreto Home of Compassion lebte.
Von 2000 bis 2006 war er Präsident der Australischen Katholischen Bischofskonferenz (Australian Catholic Bishops Conference ACBC). Carroll war unter anderem australischer Vertreter in der Internationalen Katechetischen Kommission von 1975 bis 1980, als australischer Vertreter bei der Bischofssynode 1977, Vorsitzender der Nationalen Katholischen Bildungskommission von 1974 bis 1978 und Verfasser einer Reihe wichtiger Veröffentlichungen, darunter „Celebration and Challenge: Catholic Education in the Future“. Er wurde 1994 mit dem Doktor der Wissenschaften (honoris causa) der Charles Sturt University ausgezeichnet und 2006 mit der Ehrendoktorwürde der Australian Catholic University.